# 야마무라 유키
야마무라 유키(일본어: 山村 佑樹, 1990년 8월 1일 ~ )는 일본의 축구 선수이다.

## 구단 경력
그는 2012년부터 2017년까지 J리그의 미토 홀리호크에서 활동하였다.